# Lövliden
Lövliden (sydsamiska: Niestie njuenie) är en småort i Vilhelmina kommun. Lövliden ligger cirka 4 kilometer norr om Vilhelmina.
SCB har räknat Lövliden som småort vid varje avgränsning sedan den första år 1990. Befolkningen år 1990 var 142 personer och har sedan dess minskat varje år.